# Moment to Moment (película de 1975)
Moment to Moment es una película del género comedia de 1975, dirigida por Robert Downey Sr., que a su vez la escribió junto a Elsie Downey, a cargo de la musicalización estuvieron Arica, Jack Nitzsche y David Sanborn, el elenco está compuesto por Leonard Buschel, Elsie Downey y Michael Sullivan, entre otros. El filme fue realizado por Goosedown Production, se estrenó en 1975.

## Sinopsis
Un largometraje sin comienzo ni final, es una sucesión de extraños bosquejos, escenas y tomas que consigue un orden armonioso particular.